# キム・ウォンヒョ
キム・ウォンヒョ（1981年7月17日 - ）は、大韓民国のコメディアンである。高校卒業まで釜山で過ごし、その後ソウルの仁徳大学に進学した。2005年、KBS特別採用によりコメディアンとしてデビューした後、2007年にKBS22期公開採用に合格して正式にコメディアンとしてデビューを果たす。2011年9月にSBS出身のコメディアン、シム・ジンファと結婚した。2017年にはSBSの「ウッチャッサ」にしばらく出演していたが、同年番組が終了した後、2018年にKBSの「ギャグコンサート」に復帰した。
KBSギャクコンサートでは、「俺の人生に賭けたぜ」のコーナーでとぼけた刑事の役で人気を得て、KBS芸能大賞コメディ部門新人賞を受賞。「9時ぐらいのニュース」のコーナーでは、ニュースとは関係の無い話ばかりする記者の役で引き続き人気を得て、その後「非常対策委員会」で自身がメインとなるコーナーを持つこととなった。2018年には後輩のイ・ヒョンジョンと共に「こんなサイダー(関係だ)」のコーナーを開始した。同コーナーは、二人から機関銃のように繰り出される創造的な口喧嘩のセリフ(ほぼ慶尚道方言)が特徴で、2018年のKBS芸能大賞最優秀アイデア賞を受賞した。

## 映画出演
コメディアンとしてデビューする前に、映画俳優として活動している。映画「友へ チング」、「新羅の月夜」、「ラスト・プレゼント」などに出演し、「新羅の月夜」は、映画のポスターにも登場した。

## 学歴
- 龍山小学校
- 龍湖中学校
- 東天高校
- 仁徳大学　放送芸能学科

## 出演作品

### 演劇
- 夢を見る人
- 大ヒット屋台（妻は作家であった）

### ドラマ＆コント
- 「風の国」（KBS2、2008年 - 2009年） - ゴンチャン役
- 「仙女がいなきゃ」（KBS2、2012年） - 作家役
- 「ファミリー」（KBS2、2012年） - エステ鳥肌夫婦のお客の夫役
- 「チョン・ウチ」（KBS2 、2012年 - 2013年） - 弱虫朝鮮官吏役
- 「幸せのレシピ～愛言葉はメンドロントット 」（MBC、2015年）
- 「おかしな嫁」（KBS2、2015年）
- 「星になって輝く」（KBS2、2015年）：特別出演
- 「おかしな家族」（KBS2、2016年） - ハン・ジェシク
- 「愛はポロポロ」（SBS 、2016年） - 不良学生役
- 「力の強い女 ト・ボンスン」（JTBC、2017年）：特別出演
- 「最強配達人」（KBS2、2017年）：特別出演
- 「食卓をセットする男」（ MBC、2017年）：特別出演
- 「変革の愛」（ tvN、2017年）：特別出演
- 「人形の家」（KBS2、2018年）：特別出演

### 芸能
- KBS2 「ギャグ狩り」
- KBS2 「爆笑クラブ2」
- KBS2 「笑い充電ステーション」
- KBS2 「ギャグコンサート」

<国家代表>
<9時ごろ、ニュース> - 記者役
<OTL>
<ミダス黄>
<ソクプリ講師　ソン講師>
<俺の人生に賭けたぜ> - 刑事役
<俺の人生に作業をしかけたぜ>
<恋の潜伏勤務>
<イケメン捜査> - 刑事役
<ソン・イビョン　何してるの>
<非常対策委員会> - 本部長役
<下克上>
<お年寄り> - 年寄り役
<未必の故意> - 次男役
<メンブンスクール>
<アニマル> - ウォンヒョ猫役
<プム　エンターテイメント> - 社長役
<初心者ニュース> - 記者役
<隠れ盗作探し>
<クレイジーラブ> - 会長役
<若者のひなた>
<下手な人たち> - シェフ役
<お願いちょっといたします>
<こんなサイダー(関係だ)> - 夫かおじさんの役
- KBS2 「スポンジ0」
- KBS2 「芸能街中継　今週の芸能街ダメ！」
- KNN - 「Yes、I Can！ 」
- KBS2 「クイズショー　サチョンサ」 - 共同MC
- SBS 「強心臓」
- オンゲームネット 「クリエイティブ　ダンファ」
- コメディーTV 「大きくなるスター」
- KBS2 「トークショーのタタキ」
- KBS2 「男の資格」
- KBS2 「キム・スンウの常勝疾走」
- KBS2 「危機脱出ナンバーワン」
- KBS2 「世代共感　土曜日」
- KTV 「キム・ウォンヒョとシム・ジンファの逆ニウス」 - 共同MC
- KBS2 「家族の品格　フルハウス」 - 補助MC
- SBSプラス 「ラブ・アクチュアリー」
- KBS2 「ユ・ヒヨルのスケッチブック」
- MBC 「二人の男、旅行にハマる！ 」
- QTV 「オロプショ」
- KBS2 「出発ドリームチームシーズン2 」
- tvN - 「百万長者ゲーム　マイターン」
- KBS1 - 「ツーメンショー　二人一緒に済州越え」
- KNN 「シネポート」
- KNN 「ティンティン　コンサート」
- SBS 「韓流ネタバラエティ ウッチャッサ!」

### 映画
- 「トール　魔法のハンマーの伝説」 - オーディン
- 「友へ チング」- 砂浜で集まっているグループの中の一人
- 「サミーとシェリー2　僕らの脱出大作戦 」 - ビッグD
- 「空飛ぶニコ！！小さな弟と僕の大冒険」 - ジュリアス
- 「ノブレーシング」 - 鍵おじさん
- 「犬どろぼう完全計画」 - 交通警察役

### 広告
- 2007年
  - HCNインターネット電話（キム・ジミンと出演）
  - 保寧製薬ゲルポスエム捜査班長編
- 2012年
  - 東西そば茶 - 非常対策委員会警察
  - アニゴルフ　グローブ
  - 石橋商社　ツアーステージ
  - 電子ランド
  - 起亜自動車Soul
  - デジタル変換キャンペーン非常対策委員会　年配の方
  - サミーのアドベンチャー2：アクアリウム脱出大作戦
  - 思潮海牌　順蒼穹　新米コチュジャン（ハン・ヘジンと出演）
  - ロッテ　チョウムチョロム
  - ジペアコリア：大韓民国優秀商品展示会
  - チョンホナイス
  - LGユープラス：シン・ボラ出演
  - トール　魔法のハンマーの伝説

## 面白いセリフ
- 静かにしろ、ここがファッションショーの会場かい！（イケメン捜査）(조용히 해라 여기가 무슨 패션쇼장이야)
- やめろ、全部ほっぽらかして捨ててしまおうか、ただ（こんなサイダー）(고마쎼라 다 때려 챠 불까 그냥)
- アタリチョロチョロ来るか？（俺の人生に賭けたぜ）(입질슬슬오나)
- こいつ今朝ドラム式洗濯機で洗ったんか？完全にクルクル回ってるで、これ。(이노무 가시나 오늘 아침에 드럼세탁기안에서 씻었나? 완전 돌았네 이거.)
- このおばさんが、ほんと、モーツァルトがケンガリ弾くみたいなこと言って座ってんな、ほんと。(이 아줌마가 진짜 모차르트가 꽹과리 치는 소리히고 앉아있네 진짜.)

(ケンガリは金属製打楽器)
- うるさいなあ、早くベルでも押して。次の停留所がおばさんの人生の終点や。(시끄럽고, 빨리 벨이나 눌러라, 다음 정류장이 아줌마 인생의 종점이니까)
- このおばさん、生まれてからずっと靴下黄色いのばっかり履いてたのか？ソックスが黄色いぞ、オラ！(이 아줌마가 뭐 평생 양말 노란 거 신고 다녔나, 싹수가 노랗네 이거, 어?)

(ソックスが黄色いというのはかなりの暴言で、先が長くない、と言う意味になる)

## 広報外活動
- 2010年　名誉119市民賞救助隊員
- 2011年　ナムグァン社会福祉会　広報大使
- 2012年　ナムグァン社会福祉会　広報大使
- 2013年　ヒューマンアジア広報大使
- 2013年　2014チリ山圏訪問の年広報大使
- 2013年　ナムグァン社会福祉会の広報大使
- 2014年　ナムグァン社会福祉会の広報大使
- 2015年　ナムグァン社会福祉会の広報大使
- 2016年　ナムグァン社会福祉会の広報大使
- 2017年　ナムグァン社会福祉会の広報大使
- 2018年　ナムグァン社会福祉会の広報大使

## 受賞
- 2007年KBS芸能大賞コメディ部門男新人賞
- 2011年第19回大韓民国文化芸能大賞コメディアン部門大賞
- 2011年KBS芸能大賞コメディ部門男優秀賞
- 2018年KBS芸能大賞コメディ部門最優秀コーナー賞